# Rumen Radev
Rumen Georgiev Radev (in bulgaro Румен Георгиев Радев?, [ˈrumɛn ˈradɛf]; Dimitrovgrad, 18 giugno 1963) è un generale e politico bulgaro, Presidente della Bulgaria dal 22 gennaio 2017.

## Biografia
Radev è nato nel giugno 1963 a Dimitrovgrad, Bulgaria. La famiglia è di Slavyanovo nella regione di Popovo. Dopo essersi arruolato nell'Aeronautica Militare bulgara nel 1982, prosegue la sua carriera da pilota di caccia. Si è laureato presso l'Università dell'aeronautica bulgara Georgi Benkovski nel 1987 come il miglior laureato. Nel 1992 si è diplomato alla US Air Force Squadron Officer School di Maxwell AFB. Dal 1994 al 1996, ha studiato al Rakovski Defence and Staff College. Ha conseguito un dottorato in scienze militari nel campo del miglioramento dell'addestramento tattico degli equipaggi di volo e della simulazione del combattimento aereo.
Nel 2003 si è laureato presso l'Air War College presso Maxwell AFB negli Stati Uniti con un Master of Strategic Studies con lode.  La sua carriera militare culmina nel 2014 con la nomina a Comandante dell'Aeronautica Militare bulgara.

## Carriera politica
Nell'agosto 2016, il Partito Socialista Bulgaro all'opposizione e l'Alternativa per la Rinascita Bulgara (ABR) ufficializzarono la nomina Radev come candidato indipendente per le elezioni presidenziali del novembre 2016.) Nello stesso mese, l'ABR ritirò il suo appoggio alla candidatura presidenziale di Radev in favore di quella di Ivaylo Kalfin.
Al primo turno delle elezioni, condotte il 6 novembre 2016, Radev è arrivato primo con il 25,44% dei voti. Affrontò la candidata del GERB Tsetska Tsacheva al ballottaggio la domenica successiva del 13 novembre. L'ha sconfitta, vincendo con il 59,37% delle preferenze.
Si ricandida per un secondo mandato alle elezioni presidenziali in Bulgaria del 2021, ottenendo il 49% al primo turno e accedendo al ballottaggio contro il candidato del GERB Anastas Gerdzhikov. Al secondo turno vince con il 66% dei voti.